# Xavier Atkins
Xavier Atkins ist ein britischer Schauspieler.

## Leben
Seine erste Filmrolle bekam Atkins für Rupert Sanders’ Film Snow White and the Huntsman im Jahr 2012. 2013 folgten Rollen in Stephen Frears’ Philomena und Jonathan Newmans Der Abenteurer – Der Fluch des Midas. 2014 spielte er in Lone Scherfigs The Riot Club und James Kents Testament of Youth. Außerdem wirkte er in den Serien Dates und Penny Dreadful mit.

## Filmografie (Auswahl)
- 2012: Snow White and the Huntsman
- 2013: Dates (Fernsehserie, Episode 1x09)
- 2013: Philomena
- 2013: Der Abenteurer – Der Fluch des Midas (The Adventurer: The Curse of the Midas Box)
- 2014: Penny Dreadful (Fernsehserie, Episode 1x05)
- 2014: The Riot Club
- 2014: Testament of Youth
- 2015: Kind 44 (Child 44)